# Soldati e caporali
Soldati e caporali è un film del 1965 diretto da Mario Amendola.

## Trama
Per affrontare una gara di canto e ginnastica contro la Marina Militare, vengono selezionati tre soldati, che sfruttano la scelta per crearsi un ambiente favorevole nel quale cercare di sedurre le figlie del maresciallo. L'arrivo di un noto cantautore sovverte la situazione. Dopo diverse vicissitudini, i tre finiscono in prigione e solo l'aiuto del comandante permetterà loro di partecipare alla gara e di vincere l'amore delle figlie del maresciallo.